# Jiří Mužík
Jiří Mužík, född den 1 september 1976 i Plzeň, är en tjeckisk friidrottare som tävlar i häcklöpning.
Mužík var i final vid VM 1997 i Aten på 400 meter häck där han slutade på åttonde plats. Vid både VM 1999 och vid Olympiska sommarspelen 2000 blev han utslagen i semifinalen.
När han deltog vid VM 2001 var han åter i final där han slutade sjua. Hans främsta merit kom vid EM 2002 då han slutade tvåa efter Stéphane Diagana på tiden 48,43.
Han deltog även vid VM 2003 och vid Olympiska sommarspelen 2004 då han båda gångerna blev utslagen i semifinalen.

## Personliga rekord
- 400 meter häck - 48,27